# Ma Wanfu
Ma Wanfu (1849–1934), também conhecido como Hajji Guoyuan (果园哈只), foi um imã Dongxiang da aldeia de Guoyuan (果园村) em Hezhou (atual Condado Autônomo de Dongxiang na prefeitura autônoma de Linxia Hui, província de Gansu). Ele estudou em Meca e fundou o movimento Yihewani (伊赫瓦尼) em 1888, também conhecido como a "Nova Seita" (chinês Xinjiao pai, 新教派 ou Xinxinjiao, 新新教), espalhando-se em Gansu, Ningxia e Qinghai. Ele (junto com o movimento Yihewani) se opôs ao Sufismo.